# Gare d'Elstree & Borehamwood
La gare d'Elstree & Borehamwood se trouve dans le district de Hertsmere au comté de Hertfordshire situé à 20 km au nord de Londres St Pancras. La gare se trouve sur la Midland Main Line dans la ville de Borehamwood et est desservie par Thameslink, dans la zone 6. La gare dessert également le village de Elstree situé à 2 km au sud-ouest.

## Situation ferroviaire
La gare est établie à 92 mètres d'altitude sur le Midland Main Line (en) entre les gares de Radlett et Mill Hill Broadway.

## Histoire
En 1862:
"Le chemin de fer Bill London et Midland Junction est ici désigné comme prévoyant une nouvelle ligne de chemin de fer dans la métropole. Le Midland Railway dessert les villes de Hitchin, St-Albans, Elstree, Edgware, Finchley et Highgate, et se termine par une jonction avec le chemin de fer clandestin Metropolitan à King Cross.
Le 22 juin 1863, le Midland Railway annonce que le projet de loi a été adoptée:
«Loi pour la construction par la Compagnie des chemins de fer Midland d'une nouvelle ligne de chemin de fer entre Londres et Bedford.
Situé au nord des tunnels d'Elstree, il a été construit par le Midland Railway simplement comme Elstree en 1868, dans les années 1920, il avait été rebaptisé la gare d' Elstree and Boreham Wood. Il a été modernisé en 1959. La gare a été renommée Elstree & Borehamwood, en 1988.
Une nouvelle remontée passerelle sous l'accès de Network Rail est ouvert le 1er octobre 2014.
La promenade London Loop passe à proximité de la gare sur le chemin de Stanmore à High Barnet.

## Services
Le service typique de la gare est de quatre trains par heure vers le sud à destination de Londres, Wimbledon et Sutton, et de quatre trains par heure vers le nord, dont deux s'arrêtent à St Albans et deux à Luton. Le dimanche, il est réduit à deux trains par heure dans les deux sens. Les trains en heures de pointe passent à Bedford. Les services de nuit desservent l'aéroport de Gatwick, Three Bridges et Brighton.
En mars 2009, Southeastern et Thameslink ont commencé à conduire des trains en heure de pointe de Sevenoaks à Luton, mais en dehors des heures de pointe, ces services reviennent à Kentish Town.

## Projets
Une fiche d'information indiquait qu'à compter de 2018, les services d'escale à destination de St Albans seraient plus nombreux le dimanche.